# Cryptoanalist
Een cryptoanalist is iemand die onderzoek doet naar de veiligheid van een versleutelingsalgoritme. Een cryptoanalist zal proberen zwakheden in zo'n algoritme te verzinnen en er een aanval op proberen te bedenken.
Een cryptoanalist dient niet verward te worden met een kraker. Een kraker probeert toegang te krijgen tot gegevens waar hij normaal niet bij kan, door middel van bepaalde hulpmiddelen. Zo'n kraker kan natuurlijk wel gebruikmaken van werk van cryptoanalisten, of in zeldzame gevallen zelf aan cryptoanalyse doen. Een cryptoanalist doet echter louter onderzoek naar de veiligheid van algoritmen en dit werk is een essentieel onderdeel van het ontwikkelen van veilige cryptografische systemen.